# BIGBANG ALIVE GALAXY TOUR 2012
BIGBANG ALIVE GALAXY TOUR 2012(통칭 Alive Tour)는 빅뱅의 2012-2013 기간 개최 된 첫 번째 월드 투어이다. 이 투어는 한국어 EP 앨범 Alive (이후 발표된 동명의 네 번째 일본어 정규 앨범) 발매를 기념하는 공연으로 네 개의 대륙; 아시아, 북아메리카, 남아메리카와 유럽에서 진행되었다. 세계적인 무대 연출가 로리앤 깁슨이 총감독으로 합류했다. 미국의 세계적인 공연기획사 라이브네이션과 파트너쉽 계약을 맺고 삼성 갤럭시가 공식 스폰서를 맡았다. 전세계를 돌며 총 80만명의 관객을 동원했다.

## BIG SHOW 2012
빅뱅의 대한민국 서울에서 개최 된 Big Show의 네 번째 브랜드 콘서트로, 그들의 첫 번째 월드 투어 BIGBANG Alive Galaxy Tour 2012를 앞두고 올림픽 공원 체조경기장에서 2012년 3월 2일부터 4일까지 3일간 새 앨범 Alive 발매에 앞서 열렸다.

## 공연과 기획 단계

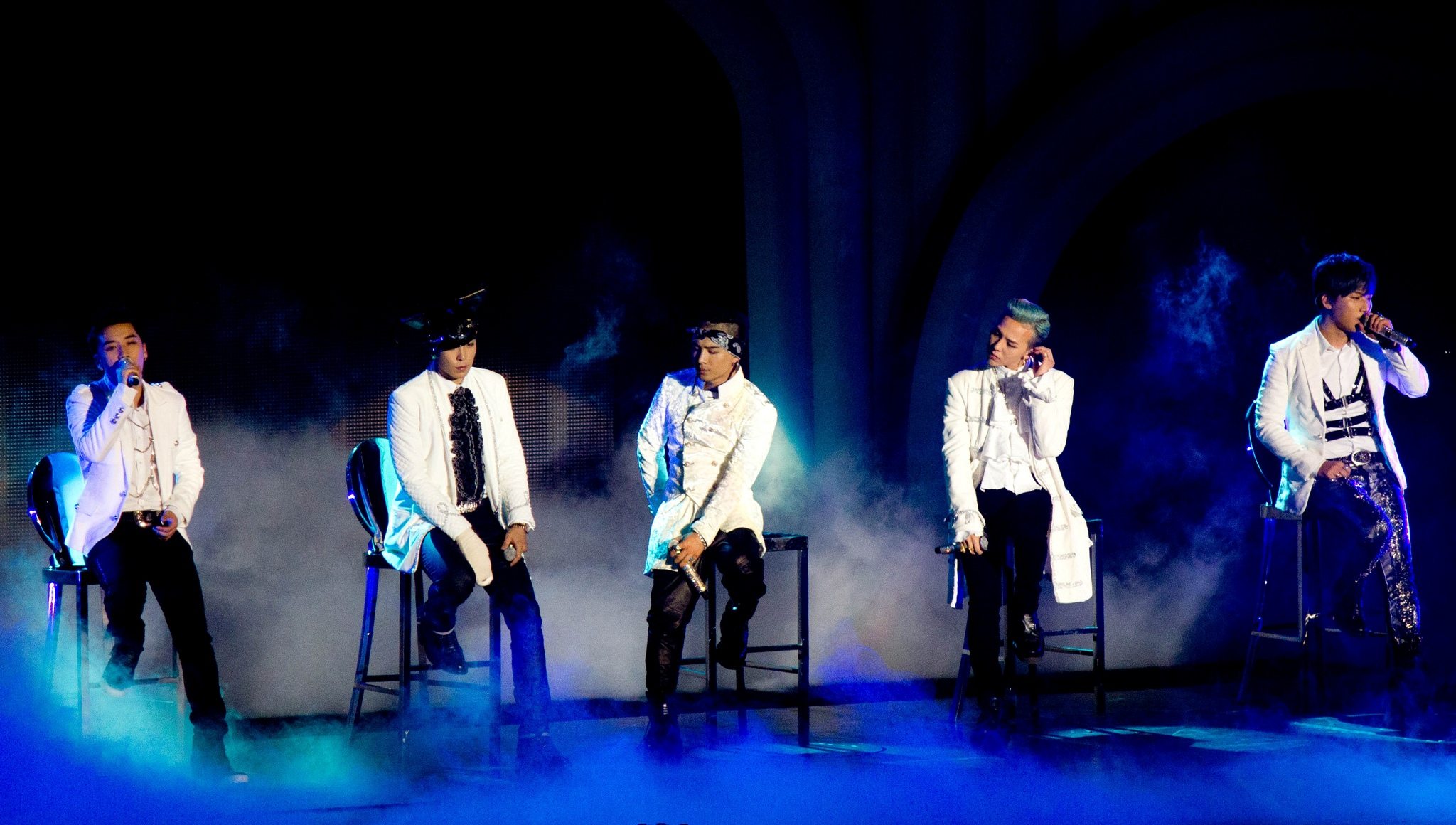
싱가포르에서 공연중인 빅뱅

YG 엔터테인먼트는 2012년 2월 29일에 발표된 빅뱅의 다섯 번째 한국어 EP 앨범 Alive와 3월 28일 동명의 네 번째 일본어 정규 앨범의 발표를 기념하는 공연으로 미국의 세계적인 공연기획사 라이브네이션과 파트너쉽 계약을 맺고 2013년까지 전세계 16개국 25개 도시를 도는 사상 첫 월드투어 BIGBANG ALIVE GALAXY TOUR 2012～2013를 개최한다고 발표하였다. 이 투어에는 레이디 가가의 투어에 참여했던 세계적인 무대 연출가 로리앤 깁슨이 총감독으로 합류했다. 미국에 본사를 둔 파서블 프로덕션에서 영상을 담당했다. 무대 및 조명 디자인에는 리로리 베넷이 참여했다. 또한 대한민국의 대표 전자기업인 삼성전자와 공식 스폰서 계약 체결을 해, 이 투어의 홍보와 마케팅활동 등을 지원하였다. 삼성전자 측은 언론을 통해 “이번 투어는 빅뱅과 삼성이라는, 한국을 대표하는 두 개의 브랜드의 완벽한 파트너쉽이 될 것이다. 단발적인 콘서트 후원이 아닌, 전 세계 투어 자체를 장기간 지원하는 후원 계약을 통해 빅뱅과 삼성 '갤럭시'의 만남이 새로운 문화 코드가 될 것”이라고 강조하며, “이번 'BIGBANG ALIVE GALAXYTOUR 2012'의 성공적인 진행을 위해 현지 홍보와 마케팅활동 등을 지원할 계획이다.”라고 밝혔다.

## 콘서트
2012년 3월 서울에서 열린 빅뱅의 월드 투어의 첫 공연의 티켓은 라이브네이션이 예상보다 더 빠른 기간에 매진을 기록했다. 싱가포르에서의 모든 티켓은 판매 직후 오픈과 동시에 모두 매진되었고, 두 번째 공연에서는 열정적인 팬들의 엄청난 티켓 경쟁에 대처하기 위해 즉각 발표되었다. 이후 말레이시아에서는 그들의 투어 티켓을 사기 위해 3,500여명의 팬들이 박스 오피스에서 줄을 서서 기다리며 싸움을 하는 광경이 일기도 했다. 중화민국의 타이완 지역에서는 그들의 두 공연의 모든 티켓 22,000장이 불과 몇 시간 안에 매진되는 사태가 벌어지기도 했다. 이 여파로 미국 팬들의 뜨거운 호응에 힘입어 애너하임과 뉴저지의 두 도시에 11월 2일과 11월 8일에 콘서트 일정이 추가되었다. 하지만 공연을 앞두고 T.O.P의 갑작스런 부상으로 인해 공연 진행에 차질이 빚어졌지만 빠른 회복으로 합류할 수 있다고 보고하였다.
일본에서, 빅뱅은 도쿄 돔, 쿄세라 돔과 후쿠오카 돔에서 투어를 돌며 세 곳의 돔 콘서트 공연을 개최한 최초의 한국 가수로 기록되었다. 또한 이 콘서트는 2012년 11월 14일에 페루, 리마에서도 개최되었다. 영국의 웸블리 아레나에서 열린 모든 티켓은 판매 오픈과 동시에 1시간 이내에 매진되었고, 폭발적인 반응으로 인해 두 번째 일정의 공연이 추가되었다.

## 평가

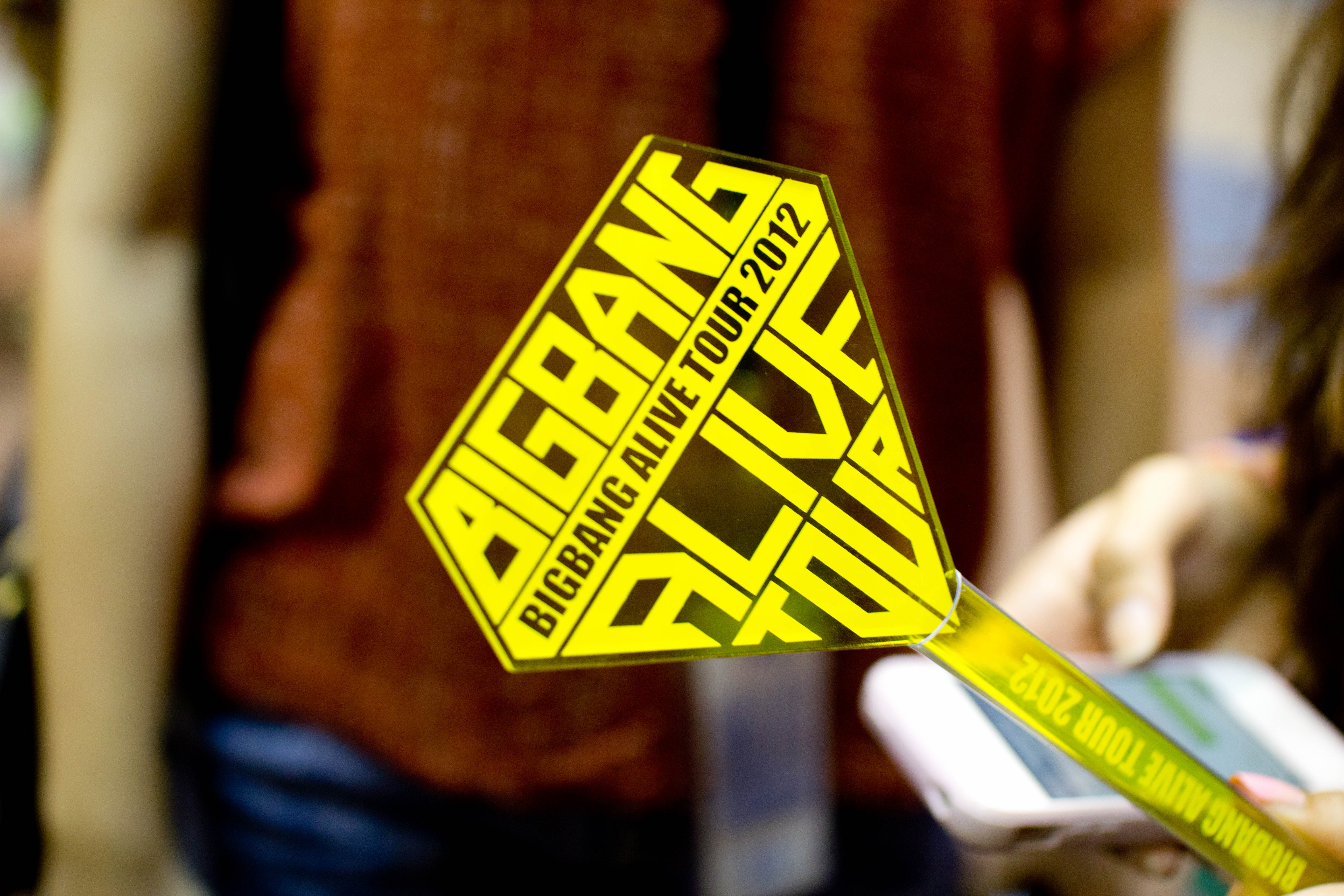
콘서트에서 판매된 빅뱅 응원 도구

《뉴욕 타임즈》의 저널리스트 존 카라마니카는 빅뱅의 퍼포먼스에 대해 “그들은 많은 복장의 의상을 착용해 총 24곡을 열창하고 금박을 입힌 세그웨이와 로우라이더 자전거를 타고 무대에 등장하며 색다른 무대를 선보였다. 짧지만 대단한 미국 투어였다.”라고 언급했다.
미국의 유력 음악 매체 《빌보드》의 K-POP 전문 코너 빌보드 K-타운의 칼럼니스트 제프 벤자민은 뉴저지주의 푸르덴셜 센터에서 열린 빅뱅의 콘서트 동안 콘서트 고어로서 태양이 무대 위에서 확 돌며 체조를 브레이크 댄스로 처리하는 장면을 칭찬하며 그리고 “모두를 위한 성공”이라고 미국에서 그들의 콘서트를 언급했다.
캘리포니아 신문의 《OC 위클리》의 조셉 라핀은 애너하임에서 열린 빅뱅의 콘서트에 참석해, 공연장의 분위기에 대해 “거의 명백하다”라고 보도했다. 라핀은 또한, “그것은 과거의 올드 스쿨 힙합뿐만 아니라 이 소년들은 물론 그들이 돌아왔다고 착각할 정도로 상업 트위스트 및 외국인의 재해석... 했고, 향수를 불어 일으킬만한 공연이였다.”에 이어 그들은 “그들은 슈퍼 스타가 될 것이란 걸 알고 있다.”라고 언급했다.
영국의 유명 매체 《더 가디언》의 음악 저널리스트 캐롤린 설리번은 런던 웸블리 아레나에서 열린 빅뱅의 콘서트에 대해 “굉장히 대단하다”라고 칭찬했다. 그녀는 또한 다른 서양 음악 밴드와 빅뱅을 비교하며, “빅뱅은 그들에 비해 "선명하다, 큰 소리, 날카로운 춤"의 우위를 가지고 있다”고 언급했다.
《라디오 프로그래마스 페루》에서는 2012년 남 아메리카에서 열린 빅뱅의 공연을 최고의 투어로 선정하였다. 2012년 11월 30일, Mnet 아시안 뮤직 어워드에서 빅뱅은 최고의 콘서트 아이디어와 월드 투어의 최신 영향력을 가진 감각적인 예술가에게 주는 "가디언 앤젤 월드와이드 퍼포먼스상"을 수상했다.

## 투어 일정
| 날짜             | 도시         | 국가       | 장소                          | 관객 수        |
| ---------------- | ------------ | ---------- | ----------------------------- | -------------- |
| 아시아           |              |            |                               |                |
| 2012년 3월 2일   | 서울         | 대한민국   | 올림픽공원 체조경기장         | 통산 39,000명  |
| 2012년 3월 3일   | 서울         | 대한민국   | 올림픽공원 체조경기장         | 통산 39,000명  |
| 2012년 3월 4일   | 서울         | 대한민국   | 올림픽공원 체조경기장         | 통산 39,000명  |
| 2012년 5월 17일  | 나고야시     | 일본       | 니혼 가이시 홀                | 통산 18,000명  |
| 2012년 5월 18일  | 나고야시     | 일본       | 니혼 가이시 홀                | 통산 18,000명  |
| 2012년 5월 25일  | 횡빈         | 일본       | 요코하마 아레나               | 통산 36,000명  |
| 2012년 5월 26일  | 횡빈         | 일본       | 요코하마 아레나               | 통산 36,000명  |
| 2012년 5월 27일  | 횡빈         | 일본       | 요코하마 아레나               | 통산 36,000명  |
| 2012년 5월 31일  | 대판         | 일본       | 오사카 성 홀                  | 통산 40,000명  |
| 2012년 6월 1일   | 대판         | 일본       | 오사카 성 홀                  | 통산 40,000명  |
| 2012년 6월 2일   | 대판         | 일본       | 오사카 성 홀                  | 통산 40,000명  |
| 2012년 6월 3일   | 대판         | 일본       | 오사카 성 홀                  | 통산 40,000명  |
| 2012년 6월 16일  | 기옥         | 일본       | 사이타마 슈퍼 아레나          | 통산 36,000명  |
| 2012년 6월 17일  | 기옥         | 일본       | 사이타마 슈퍼 아레나          | 통산 36,000명  |
| 2012년 6월 23일  | 복강         | 일본       | 마린멧세 후쿠오카             | 통산 20,000명  |
| 2012년 6월 24일  | 복강         | 일본       | 마린멧세 후쿠오카             | 통산 20,000명  |
| 2012년 7월 21일  | 상해         | 중국       | 메르세데츠 벤츠 아레나        | 통산 10,000명  |
| 2012년 7월 28일  | 광주         | 중국       | 광주 인터내셔널 스포츠 아레나 | 통산 10,000명  |
| 2012년 8월 4일   | 북경         | 중국       | 마스터 카드 센터              | 통산 10,000명  |
| 2012년 9월 28일  | 싱가포르     | 싱가포르   | 싱가포르 인도어 스타디움      | 통산 20,000명  |
| 2012년 9월 29일  | 싱가포르     | 싱가포르   | 싱가포르 인도어 스타디움      | 통산 20,000명  |
| 2012년 10월 5일  | 방콕         | 태국       | 임팩트 아레나 무앙 통 타니    | 통산 20,000명  |
| 2012년 10월 6일  | 방콕         | 태국       | 임팩트 아레나 무앙 통 타니    | 통산 20,000명  |
| 2012년 10월 12일 | 자카르타     | 인도네시아 | 마타 일랑 인터내셔널 스타디움 | 통산 26,000명  |
| 2012년 10월 13일 | 자카르타     | 인도네시아 | 마타 일랑 인터내셔널 스타디움 | 통산 26,000명  |
| 2012년 10월 20일 | 대북         | 중국       | 타이페이 아레나               | 통산 26,000명  |
| 2012년 10월 21일 | 대북         | 중국       | 타이페이 아레나               | 통산 26,000명  |
| 2012년 10월 24일 | 마닐라       | 필리핀     | MOA 아레나                    | 통산 13,000명  |
| 2012년 10월 27일 | 쿠알라룸푸르 | 말레이시아 | 스타디움 메르데카             | 통산 18,000명  |
| 북아메리카       |              |            |                               |                |
| 2012년 11월 2일  | 애너하임     | 미국       | 혼다 센터                     | 통산 24,000명  |
| 2012년 11월 3일  | 애너하임     | 미국       | 혼다 센터                     | 통산 24,000명  |
| 2012년 11월 8일  | 뉴왁         | 미국       | 푸르덴셜 센터                 | 통산 24,000명  |
| 2012년 11월 9일  | 뉴왁         | 미국       | 푸르덴셜 센터                 | 통산 24,000명  |
| 남아메리카       |              |            |                               |                |
| 2012년 11월 14일 | 리마         | 페루       | 자키 클럽                     | 통산 10,000명  |
| 아시아           |              |            |                               |                |
| 2012년 11월 23일 | 대판         | 일본       | 쿄세라 돔 오사카              | 통산 100,000명 |
| 2012년 11월 24일 | 대판         | 일본       | 쿄세라 돔 오사카              | 통산 100,000명 |
| 2012년 12월 5일  | 동경         | 일본       | 도쿄 돔                       | 통산 55,000명  |
| 2012년 12월 8일  | 홍콩         | 중국       | 아시아 월드 아레나            | 통산 30,000명  |
| 2012년 12월 9일  | 홍콩         | 중국       | 아시아 월드 아레나            | 통산 30,000명  |
| 2012년 12월 10일 | 홍콩         | 중국       | 아시아 월드 아레나            | 통산 30,000명  |
| 유럽             |              |            |                               |                |
| 2012년 12월 14일 | 런던         | 영국       | 웸블리 아레나                 | 통산 24,000명  |
| 2012년 12월 15일 | 런던         | 영국       | 웸블리 아레나                 | 통산 24,000명  |
| 아시아           |              |            |                               |                |
| 2012년 12월 22일 | 복강         | 일본       | 후쿠오카 Pay Pay 돔           | 통산 50,000명  |
| 2013년 1월 12일  | 대판         | 일본       | 쿄세라 돔 오사카              | 통산 100,000명 |
| 2013년 1월 13일  | 대판         | 일본       | 쿄세라 돔 오사카              | 통산 100,000명 |
| 2013년 1월 25일  | 서울         | 대한민국   | 올림픽공원 체조경기장         | 통산 39,000명  |
| 2013년 1월 26일  | 서울         | 대한민국   | 올림픽공원 체조경기장         | 통산 39,000명  |
| 2013년 1월 27일  | 서울         | 대한민국   | 올림픽공원 체조경기장         | 통산 39,000명  |
| 합계             | 합계         | 합계       | 합계                          | 798,000명      |

## 세트 리스트
- Opening VCR -
- INTRO (ALIVE)
- TONIGHT
- HANDS UP

- Ment -
- FANTASTIC BABY
- How Gee
- STUPID LIAR

- Ment -
- 뻑이가요 (GD&TOP)
- HIGH HIGH (GD&TOP)
- Strong Baby + 어쩌라고 (승리 Solo)
- 가라가라 고!!
- Number 1
- CAFE

- Ment -
- BAD BOY
- BLUE
- 재미없어
- 사랑먼지
- LOVE SONG
- 나만 바라봐 + Wedding Dress + Where U At (태양 Solo)
- 날개 (대성 Solo)
- 하루하루_Acoustic Ver.

- Ment -
- 거짓말
- 마지막 인사

- Encore -
- 붉은 노을
- 천국

- Double Encore (4일 한정) -
- BAD BOY
- FANTASTIC BABY

- Opening VCR -  
- TONIGHTJapanese Ver.
- HANDS UPJapanese Ver.

- Ment -
- FANTASTIC BABYJapanese Ver.
- How Gee
- STUPID LIAR
- CRAYON (지드래곤 Solo)
- HIGH HIGH (GD&TOP)
- Strong Baby + What Can I Do (승리 Solo)
- ガラガラ GO!!
- Number 1
- CAFE

- Ment -
- BAD BOYJapanese Ver.
- BLUEJapanese Ver.
- LOVE SONG
- MONSTER
- FEELING
- 나만 바라봐 + Wedding Dress (태양 Solo)
- 날개 (대성 Solo)
- Haru Haru_Acoustic Ver.

- Ment -
- 거짓말
- 마지막 인사

- Encore -
- 声をきかせて (목소리를 들려줘)
- MY HEAVEN

- Double Encore -
- FANTASTIC BABY
- Strong Baby + What Can I Do (승리 Solo)
- FEELING
- BAD BOY

- Opening VCR -
- INTRO (ALIVE)
- TONIGHT
- HANDS UP

- Ment -
- FANTASTIC BABY
- How Gee
- STUPID LIAR

- Ment -
- Don't Judge Me[23](태양 Solo)
- 뻑이가요 (GD&TOP)
- HIGH HIGH (GD&TOP)
- Strong Baby + 어쩌라고 (승리 Solo)
- 가라가라 고!!
- Number 1
- CAFE

- Ment -
- BAD BOY
- BLUE
- 재미없어
- 사랑먼지
- LOVE SONG
- 나만 바라봐 + Wedding Dress (태양 Solo)
- 날개 (대성 Solo)
- 하루하루_Acoustic Ver.

- Ment -
- 거짓말
- 마지막 인사

- Encore -
- 천국

- Double Encore -
- FANTASTIC BABY
- FEELING
- HIGH HIGH
- HANDS UP

- Opening VCR -  
- TONIGHT
- HANDS UP
- FANTASTIC BABY
- How Gee
- STUPID LIAR

- Ment -
- CRAYON (지드래곤 Solo)
- HIGH HIGH (GD&TOP)
- Strong Baby + 어쩌라고 (승리 Solo)
- 가라가라 고!!
- Number 1
- CAFE

- Ment -
- BAD BOY
- BLUE
- LOVE SONG
- MONSTER
- FEELING
- 나만 바라봐 + Wedding Dress (태양 Solo)
- 날개 (대성 Solo)
- 하루하루_Acoustic Ver.

- Ment -
- 거짓말
- 마지막 인사

- Encore -
- 천국

- Double Encore -
- FANTASTIC BABY
- FEELING
- HIGH HIGH
- BAD BOY

## 스탭
- 주된 아티스트: 빅뱅
- 총 감독 : 로리앤 깁슨
- 무대 디자인, 조명 디자인: 리로리 베넷
- 사운드: 케네스 반 드루텐
- 영상: 파서블 프로덕션
- 음악 감독, 키보드: 길 스미스 2세
- 기타: 저스틴 라이언스
- 프로그래머: 아드리안 포터
- 키보디스트: 단테 "인페르노" 잭슨
- 베이스: 오마르 도미닉
- 드럼: 베니 로드저스 2세
- 댄서팀: HiTech, Crazy
- 매니지먼트: YG 엔터테인먼트
- 투어 주최: 라이브 네이션 코리아
- 투어 매니저 : 셜리 홍
- 스폰서쉽: 삼성전자

## TV 방송
| 방송 날짜       | 시간대 (Time Zone)  | 채널 | 제목                                                   |
| --------------- | ------------------- | ---- | ------------------------------------------------------ |
| 2013년 2월 24일 | 11:00;p.m. (GMT +9) | TBS1 | BIGBANG ALIVE TOUR 2012 IN JAPAN SPECIAL FINAL IN DOME |